# 阿布·贾比尔·谢赫
哈希姆·谢赫（阿拉伯语：هاشم الشيخ；1968年—），化名作阿布·贾比尔·谢赫（阿拉伯语：أبو جابر الشيخ），是一名叙利亚指挥官，已解散組織沙姆解放组织的高级领导人，曾擔任自由沙姆人伊斯兰运动的高级指挥官，但後來隨著沙姆解放組織併入國防部，协助指挥和指导合并。阿布·贾比尔是一名萨拉菲派穆斯林，持有圣战主义意识形态，这也反映在他所领导的组织的意识形态中。